# كلود كارتر
كلود كارتر (23 أبريل 1881 بديربان في جنوب أفريقيا - 8 نوفمبر 1952) (بالإنجليزية: Claude Carter)‏ هو لاعب كريكت جنوب أفريقي. شارك مع منتخب جنوب أفريقيا الوطني للكريكت. أما مع النوادي، فقد لعب مع Gauteng (cricket team) ‏ وفريق كوازولو ناتال للكريكت ‏.

## وصلات خارجية
- كلود كارتر على موقع إي آس بي آن كريك إنفو (الإنجليزية)